# 藤崎一郎
藤﨑 一郎（ふじさき いちろう、1947年〈昭和22年〉7月10日 - ）は、日本の外交官。北鎌倉女子学園中学校・高等学校理事長、上智大学特別招聘教授・国際戦略顧問、一般社団法人日米協会会長（第9代）、公益財団法人中曽根康弘世界平和研究所（NPI）理事長、一般社団法人日本外交協会理事、BBCワールドニュース放送番組審議会委員。藤崎 一郎（ふじさき いちろう）と表記されることもある。
外務省北米局局長、外務審議官（経済担当）、在ジュネーブ国際機関日本政府代表部特命全権大使、在アメリカ合衆国日本大使などを歴任。

## 来歴

### 生い立ち
鹿児島県生まれの神奈川県育ち。父は外交官でオランダ駐箚特命全権大使や最高裁判所判事などを務めた藤﨑萬里。内閣総理大臣を務めた伊藤博文の玄孫にあたえる。港区立白金小学校、米国の公立学校中学校、慶應義塾普通部、慶應義塾高等学校卒業。慶應義塾大学経済学部在学中に外務公務員採用上級試験に合格し中退、外務省入省。

### 外交官として

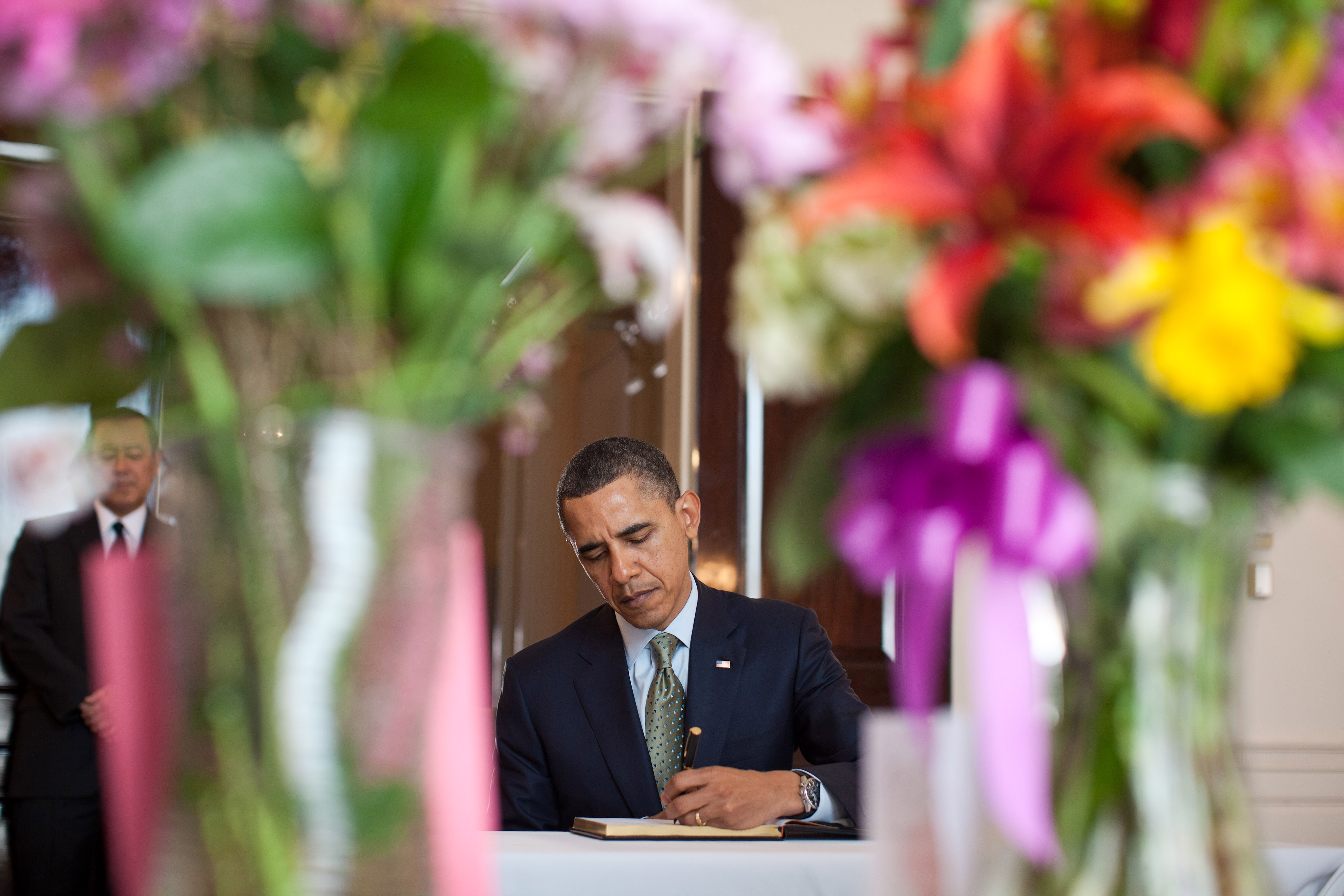
2011年3月17日、アメリカ合衆国大統領バラク・オバマ（中央）と藤﨑（左奥）

2009年12月21日、普天間移設問題に関してアメリカ合衆国国務長官のヒラリー・クリントンと国務省で15分間の緊急会談を行った。大雪のためアメリカ連邦政府機関は臨時の休日となる中で朝に急きょ決まって午後に会談に呼び出されたとして、メディアから異例と報じられた。なお、藤﨑は「朝にクリントン国務長官から来て欲しいと連絡があった」と語っているが、フィリップ・クローリー国務次官補（広報担当）は翌22日の記者会見で「呼び出したのではなく藤崎大使の方から訪れた」と述べ、藤﨑の主張を否定した。
アメリカ側の否定を受けて、普天間基地は最低でも県外移転を言明していた鳩山由紀夫首相（当時）を牽制したかった外務省が、嘘をついた疑いがあるとして、衆参両院で事の真偽を確かめるための質問主意書が提出された。外務省はこの質問に対して、あくまでクリントン国務長官から招請された会談であって、藤崎大使の方が要請したものではないと回答した。

#### 退官後
2013年1月1日付で、上智大学の特別招聘教授に就任し、国際戦略顧問として活動している。同年7月には、大河原良雄の後任として、日米協会の会長に就任した。また、谷内正太郎に代わって公益財団法人世界平和研究所（IIPS）の副理事長を務めている。他に一般社団法人世界貿易センター東京副会長、公益財団法人日本国際フォーラム参与などを現任する。
2017年4月1日、学校法人北鎌倉女子学園理事長に就任。同学園理事長としてアントニオ・グテーレス国連事務総長に会い、女子生徒から託された色紙を手渡して、その場で事務総長からのメッセージを書いてもらって帰ってきた。
2018年7月1日、中曽根康弘世界平和研究所理事長に就任。

## エピソード
1996年に藤﨑が在アメリカ合衆国日本大使館で公使を務めていた際、盲導犬の候補犬を育てるパピーウォーカーを一家で引き受けた。藤﨑一家が育てたスキッパーという名前の犬は盲導犬の適性がないと判断され、麻薬捜査犬としてイタリアのミラノで危険な任務を務めていた。そしてスキッパーが2005年にジュネーブ在勤中の藤﨑一郎夫妻とミラノで再会したところ、藤﨑夫妻のことを記憶していたことに夫妻はいたく感激した。2年後の2007年、スキッパーは麻薬捜査犬の任を解かれ、夫妻がイタリア警察に依頼してスキッパーを引き取った。2008年、在アメリカ合衆国日本大使としてワシントンへ転勤した際にスキッパーも一緒に連れていき、スキッパーは故郷のワシントンD.C.に戻ることができたという話を『ワシントンポスト』が報じて話題になったという。

## 略歴
- 1969年 慶應義塾大学経済学部中退[4]、外務省入省
- 1970年 英語研修（米国ブラウン大学、スタンフォード大学）
- 1972年 在インドネシア大使館三等書記官
  - 経済局国際機関第一課次席事務官[22]
  - OECD代表部一等書記官（パリ）
  - 大蔵省主計局主計官補佐
- 1984年 情報調査局安全保障政策室長
- 1985年 情報調査局分析課長
- 1986年 経済局国際エネルギー課長
- 1987年 在英国日本国大使館参事官兼ロンドン総領事
- 1990年 外務大臣官房参事官
- 1991年 外務大臣官房在外公館課長
- 1992年 外務大臣官房会計課長
- 1994年 アジア局外務参事官
- 1995年 在アメリカ合衆国日本国大使館公使（政務担当）
- 1999年 北米局長
- 2002年 外務審議官（経済担当）
- 2005年 ジュネーブ国際機関日本政府代表部特命全権大使
- 2008年 在アメリカ合衆国日本大使（慶應義塾出身者としては初）[4]
- 2012年11月30日 辞任[23]
- 2013年 上智大学特別招聘教授・国際戦略顧問、慶應義塾大学特別招聘教授
- 2013年 一般社団法人日米協会会長、伊藤忠商事株式会社取締役[24]、日野自動車株式会社顧問[25]
- 2014年 新日鐵住金株式会社取締役[26]、日本放送協会国際放送番組審議会委員[27]
- 2017年 学校法人北鎌倉女子学園理事長
- 2018年 中曽根康弘世界平和研究所理事長
- 2022年 瑞宝大綬章受章[28][29]
- 2023年 中曽根康弘世界平和研究所非常勤顧問[30]

## 著書
- 『まだ間に合う　元駐米大使の置き土産』講談社現代新書、2022年2月

## 家族・親族
- 高祖父 初代内閣総理大臣の伊藤博文

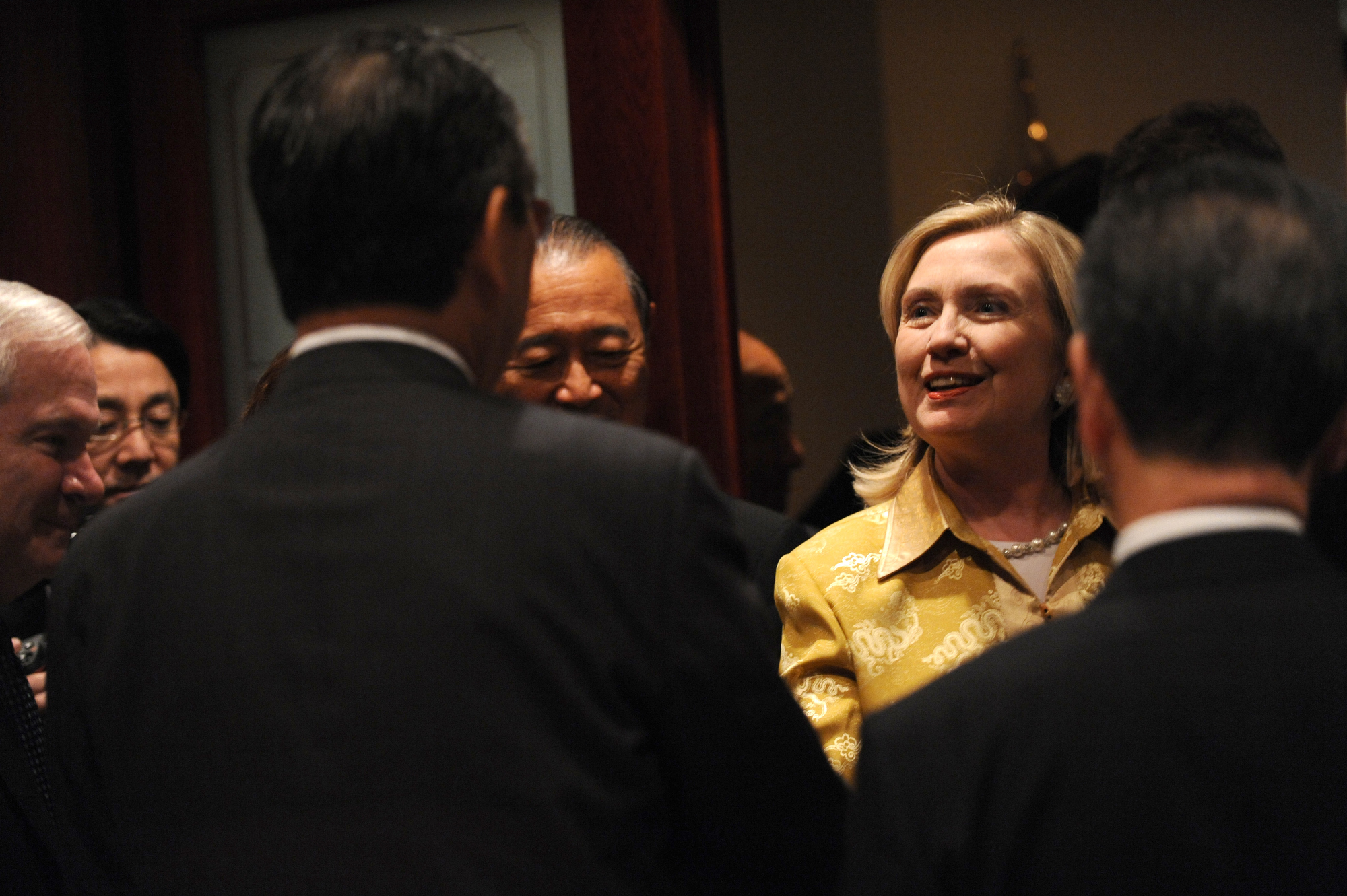
2011年6月20日、従弟の松本剛明（手前左）らとともにヒラリー・クリントン （奥右）、ロバート・ゲーツ（左端）と会談する藤﨑（奥左）

- 曽祖父 外交官の西源四郎（元駐ルーマニア公使、伊藤博文の子・朝子の夫）
- 祖父 外交官の藤井啓之助（元駐チェコスロヴァキア公使、伊藤博文の孫・清子の夫）
- 父 外交官の藤﨑万里（元最高裁判所裁判官、元駐オランダ大使）
- 妻 元大蔵官僚・柏木雄介（元財務官、元東京銀行頭取）の子
- 義兄 外交官の高橋雅二（元財団法人交流協会理事長、元駐南アフリカ大使、元法務省入国管理局長、藤﨑万里・娘婿）
- おじ

外交官の田付景一（元駐デンマーク大使、元外務大臣官房長 、外交官の田付七太（元駐ブラジル大使）の子）
外交官の鶴見清彦（元ジュネーブ国際機関日本政府代表部大使、元外務審議官）
政治家の松本十郎（元防衛庁長官）
- いとこ

政治家の松本剛明（元総務大臣、元外務大臣）

## 同期
- 遠藤乙彦（財務副大臣、公明党衆議院議員）
- 野坂康夫（鳥取県米子市長、文部省審議官）
- 谷内正太郎（外務事務次官）
- 田中均（東京大学公共政策院客員教授、政務担当外務審議官）
- 高須幸雄（国連大使、国際社会協力部長）
- 宮本雄二（駐中国大使、中国課長）
- 重家俊範（駐韓大使、中東アフリカ局長）
- 小町恭士（駐タイ大使、駐オランダ大使、官房長、欧州局長）
- 飯村豊（駐仏大使、経済協力局長）
- 堀村隆彦（自治体国際化協会常務理事、駐ブラジル大使、中南米局長）
- 今井正（沖縄大使、駐マレーシア大使、国際情報局長）
- 高橋恒一（三井住友海上火災保険顧問、外務省研修所長、駐チェコ大使、法務省審議官、国際社会協力部長）
- 林梓（駐ベルギー大使、文化交流部長、岩手県警察本部長）
- 天木直人（評論家、駐レバノン大使、内閣審議官）
- 辻本甫（中日本高速道路顧問、駐アラブ首長国連邦大使、衆議院外務調査室長）
- 松井靖夫（科学技術協力担当大使、駐コスタリカ大使、国際協力事業団理事、内閣審議官）